# Club de Fútbol América (femminile)
Il Club de Fútbol América Femenil, meglio noto come Club América o più semplicemente América, è una squadra di calcio femminile messicana, sezione dell'omonimo club con sede a Città del Messico. Milita nella Liga MX Femenil, la massima serie del campionato messicano di categoria.
Istituito il 5 dicembre 2016, gioca le partite casalinghe allo stadio Azteca di Guadalupe, impianto da 52 237 spettatori che condivide con la squadra maschile, con l'Estadio Centenario n. 5 come sede alternativa. I colori sociali e e quelli tradizionalmente utilizzati nella grafica delle divise sono il giallo e il blu. 
La finale di ritorno del Clausura 2023, giocata tra América e Pachuca il 5 giugno 2023 all'Estadio Azteca, detiene il primato di presenze sugli spalti per una partita di Liga MX Femenil, con 58 156 spettatori.

## Organico

### Rosa 2024-2025
Rosa, ruoli e numeri di maglia come da sito ufficiale e sito ligafemenil.mx.
| N. |                    | Ruolo | Calciatore                |
| -- | ------------------ | ----- | ------------------------- |
| 1  | Spagna (bandiera)  | P     | Sandra Paños              |
| 2  | Messico (bandiera) | D     | Jocelyn Orejel            |
| 3  | Messico (bandiera) | D     | Karina Rodríguez          |
| 5  | Spagna (bandiera)  | C     | Irene Guerrero            |
| 6  | Messico (bandiera) | C     | Noemí Granados            |
| 7  | Messico (bandiera) | A     | Kiana Palacios (capitano) |
| 8  | Messico (bandiera) | C     | Cassandra Cuevas          |
| 10 | Messico (bandiera) | A     | Scarlett Camberos         |
| 11 | Messico (bandiera) | C     | Aylín Aviléz              |
| 12 | Messico (bandiera) | P     | Itzel Velasco             |
| 14 | Messico (bandiera) | C     | Alexa Soto                |
| 15 | Messico (bandiera) | D     | Kimberly Rodríguez        |

| N. |                        | Ruolo | Calciatore          |
| -- | ---------------------- | ----- | ------------------- |
| 16 | Messico (bandiera)     | D     | Sabrina Enciso      |
| 17 | Messico (bandiera)     | C     | Natalia Mauleón     |
| 18 | Messico (bandiera)     | C     | Nancy Antonio       |
| 19 | Messico (bandiera)     | C     | Montserrat Saldívar |
| 20 | Messico (bandiera)     | C     | Nicki Hernández     |
| 22 | Stati Uniti (bandiera) | C     | Sarah Luebbert      |
| 25 | Messico (bandiera)     | C     | Jana Gutiérrez      |
| 26 | Messico (bandiera)     | D     | Karen Luna          |
| 27 | Messico (bandiera)     | C     | Miah Zuazua         |
| 29 | Messico (bandiera)     | D     | Mariana Cadena      |
| 35 | Messico (bandiera)     | P     | Bárbara Del Real    |